# Teatro Sociale (Trento)
Il Teatro Sociale è uno storico teatro della città di Trento, situato all'interno del palazzo del conte Tommaso Festi.

## Storia
Il teatro Mazzurana, inaugurato il 29 maggio 1819 con lo spettacolo La Cenerentola di Gioachino Rossini, fu realizzato su ordine di Felice Mazzurana di Trento che ne fu anche il primo proprietario.
Nel 1835 il teatro cambiò nome in Teatro Sociale e la gestione passò dal Mazzurana alla Società del Teatro. Nel 1893 ci fu la seconda rappresentazione assoluta di Manon Lescaut, in sala era presente l'autore dell'opera Giacomo Puccini.
Nel 1984 fu acquistato dalla Provincia autonoma di Trento e in seguito venne ristrutturato dall'architetto Sergio Giovanazzi. Il 22 giugno 2000, dopo undici anni di lavori il teatro venne riaperto al pubblico per ospitare spettacoli ed eventi.
Fa parte del "Centro Servizi Culturali Santa Chiara".

## Sale del Palazzo Festi
Accessibili dal palazzo Festi al primo e al secondo piano ci sono le seguenti sale (non utilizzabili simultaneamente):
Al primo piano
- Sala Chiusole
- Sala Manci

Al secondo piano
- Sala Medievale
- Sala Wolkenstein

Nel sottotetto della platea del teatro vi è la "Sala Anna Proclemer" una grande sala dalla capienza di 150 posti, dedicata all'attrice scomparsa nel 2013.